# Coraopolis

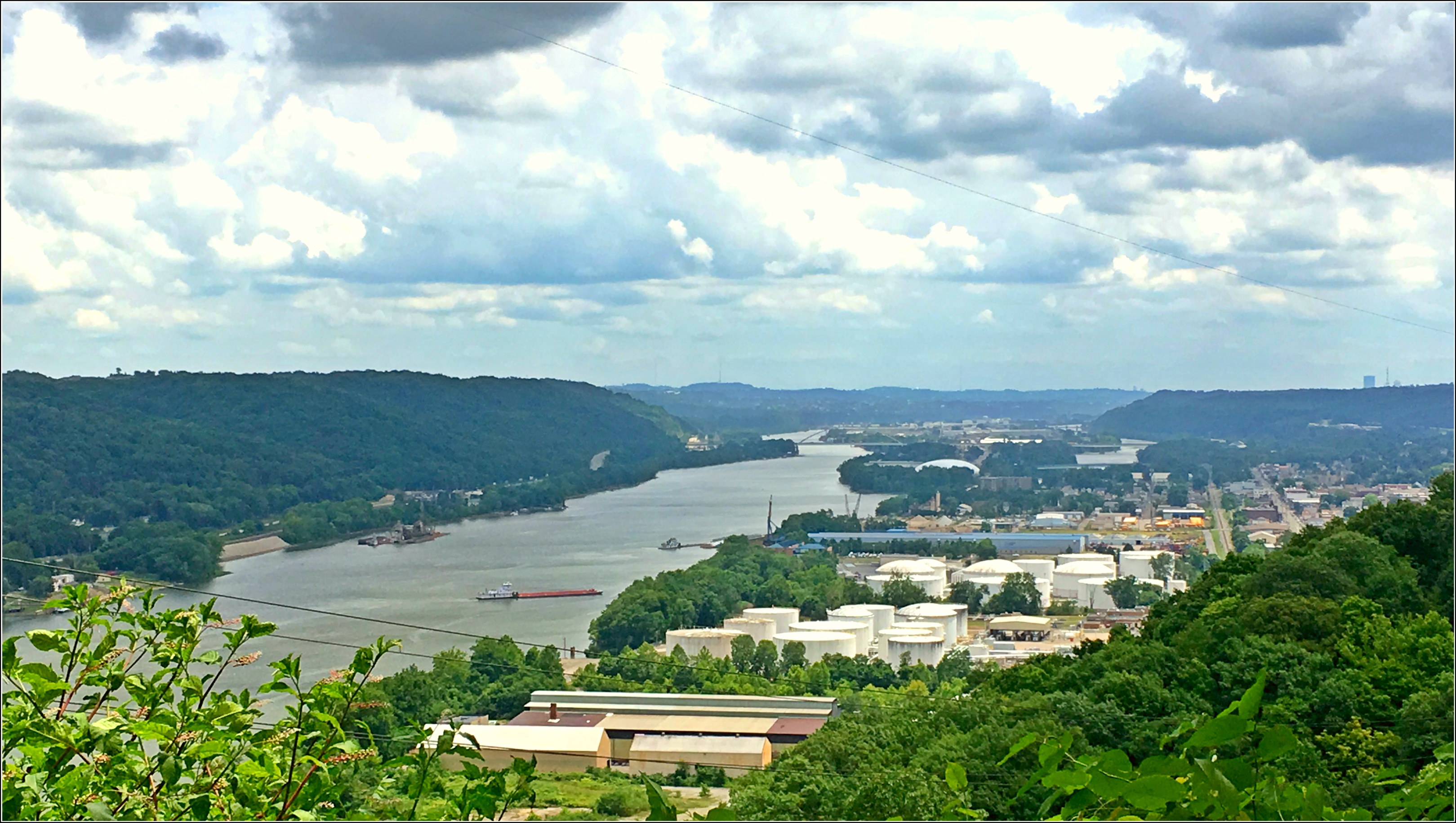
Fiume Ohio con a destra Coraopolis

Coraopolis è un comune (borough) degli Stati Uniti d'America, nella contea di Allegheny nello Stato della Pennsylvania. Secondo il censimento nazionale del 2020 la popolazione era di 5 559 abitanti. Si trova ad ovest di Pittsburgh, lungo il fiume Ohio. Famoso è il suo ponte, il Coraopolis Bridge.

## Storia
Il 3 aprile 1769 ad Andrew Montour, un nativo americano di professione interprete che aveva prestato servizio a coloni inglesi durante la Guerra franco-indiana, furono garantiti diritti per un terreno di 350 km² che si sarebbe poi diventato il paese di Coraopolis e di Neville.
Nonostante non ci siano prove che Montour abbia mai vissuto nell'area.
Il primo insediamento permanente da parte di un europeo fu del capitano Robert Vence intorno al 1773 appena prima dell'inizio della Rivoluzione americana.
Vence era un colono della Virginia e fu membro del reggimento comandato da George Washington nella Spedizione Braddock della guerra franco-indiana.
Per proteggere se stesso e i suoi vicini, di cui molti arrivarono nel giro di pochi anni, Vance fece costruire una palizzata e un fortino in pietra per proteggere l'area contro le incursioni dei Nativi americani.
Questo era noto come Vance Fort (o Forte Vance). Il sito del forte si trovava nelle odierne strade di Broadway e Chestnut, vicino a Second Avenue. Col tempo la comunità crebbe e si sviluppò e nel XIX secolo divenne nota come Middletown o perché era situata a metà strada tra Pittsburgh e Beaver o perché un primo colono si chiamava Alexander Middleton che si suppone gestisse l'omonima Taverna Middleton.
Il borough fu incorporato il 7 giugno 1886. In precedenza era conosciuto come paese di Middletown mentre l'ufficio postale si chiamava Vancefort. 
Fu fondato nell'agosto del 1861 e gli fu cambiato il nome in Coraopolis nel marzo 1886.
La leggenda narra che il borough fu chiamato così da Cora Watson (2 febbraio 1870).
Tuttavia, un vecchio giornale scoperto dal residente di lunga data e storico locale Dr. Frank Braden, Jr. suggerisce che più probabilmente ha preso la denominazione da una parola greca equivalente di "città fanciulla".

### Oggi
Coraopolis sta avendo un forte periodo di rivitalizzazione dall'arrivo di nuove attività commerciali e ristrutturazione nell'area commerciale del paese.
Nel 2017 sono stati aperti due nuovi birrifici, una distilleria artigianale, una caffetteria, un ristorante e diverse altre piccole imprese.
Al suo completamento condividerà insieme ai paesi di Robinson e Moon Townships un nuovo complesso sportivo per l'atletica, il calcio, il rugby e Lacrosse.
È stata anche restaurata l'antica stazione ferroviaria del 1896 in stile Romanico Richardsoniano che da fine 2018 sarà adibito a centro della comunità e spazio per eventi.

## Società

### Evoluzione demografica
Dal censimento del 2000, ci sono 6 131 abitanti, 2880 proprietari di casa e 1552 famiglie residenti.
La densità di popolazione è di 1766.6/km². Ci sono 3 119 unità abitative per una densità media di 898.7/km².
La composizione etnica vede un 84.96% di bianchi, 12.43% di afroamericani, lo 0.08% di nativi americani, lo 0.28% di asiatici, lo 0.02% di isole del Pacifico, lo 0.57% di altre etnie, e l'1.66% da due o più etnie diverse. Infine gli ispanici e i latini sono lo 0.98% della popolazione.
La composizione etnica secondo il censimento del 2010 vede una prevalenza di bianchi (83,1%) sugli afroamericani (12,0%).
| borough di Coraopolis Popolazione |        |
| 1940                              | 11.086 |
| 2000                              | 6.131  |
| 2010                              | 5.677  |

## Amministrazione
Coraopolis è un borough dello stato della Pennsylvania formato da un consiglio eletto, un sindaco eletto e un dirigente amministrativo (professional borough manager)
Si trova all'interno del distretto rappresentativo 45 della Pennsylvania, nel distretto senatoriale 42 della Pennsylvania, e nel distretto 14 del Congresso.